# Liste der Listed Buildings auf Barra
In dieser Liste sind sämtliche Baudenkmäler auf der schottischen Hebrideninsel Barra zusammengefasst. Die Bauwerke sind anhand der Kriterien von Historic Scotland in die Kategorien A (nationale oder internationale Bedeutung), B (regionale oder mehr als lokale Bedeutung) und C (lokale Bedeutung) eingeordnet. Derzeit gibt es auf Barra ein Denkmal aus der Kategorie A, vier aus der Kategorie B und fünf aus der Kategorie C.

## Denkmäler
| Name                                | Typ                | Lage                            | Kategorie | Eintrag | Bild                                |
| ----------------------------------- | ------------------ | ------------------------------- | --------- | ------- | ----------------------------------- |
| Barra Parish Church                 | Kirche             | 57° 0′ 5,1″ N, 7° 29′ 8,3″ W    | C         | 5894    | Barra Parish Church                 |
| 123 Gariemore                       | altes Pfarrhaus    | 56° 59′ 3″ N, 7° 30′ 5,7″ W     | C         | 5895    | 123 Gariemore                       |
| Church of our Lady, Star of the Sea | Kirche             | 56° 57′ 18,9″ N, 7° 29′ 5,5″ W  | B         | 5896    | Church of our Lady, Star of the Sea |
| The Square                          | Wohngebäude        | 56° 57′ 19,1″ N, 7° 29′ 9,5″ W  | B         | 5897    | The Square                          |
| St Brendan’s Church                 | Kirche             | 56° 59′ 10″ N, 7° 30′ 19″ W     | C         | 5898    | St Brendan’s Church                 |
| Cuither House                       | altes Pfarrhaus    | 57° 0′ 10,9″ N, 7° 29′ 23,5″ W  | B         | 5899    | Cuither House                       |
| 87 Horogh                           | Cottage            | 56° 57′ 10,8″ N, 7° 29′ 51,5″ W | C         | 5900    |                                     |
| Suidheachan                         | Villa              | 57° 1′ 21,8″ N, 7° 27′ 2,7″ W   | B         | 5903    | Suidheachan                         |
| Alte Grundschule von Castlebay      | altes Schulgebäude | 56° 57′ 20,8″ N, 7° 29′ 21,5″ W | C         | 46331   |                                     |

- Karte mit allen Koordinaten:
- OSM |
- WikiMap